# Morten Knudsen
Pour les articles homonymes, voir Knudsen.
Morten Knudsen (né le 21 septembre 1981 à Herning) est un coureur cycliste danois. Il devient professionnel en 2006 dans l'équipe du circuit continental Differdange-Apiflo Vacances.

## Palmarès
- 1999
  - 2e du championnat du Danemark sur route juniors
- 2001
  - 3e du championnat du Danemark sur route espoirs
- 2004
  - 2e du championnat du Danemark du contre-la-montre par équipes
- 2006
  - Grand Prix François-Faber
  - 2e de l'Arden Challenge

### Classements mondiaux
| Année           | 2005   | 2006 | 2007 |
| --------------- | ------ | ---- | ---- |
| UCI Asia Tour   |        |      | 259e |
| UCI Europe Tour | 1 134e | 723e |      |